# 秋田県立秋田北高等学校
秋田県立秋田北高等学校（あきたけんりつ あきたきたこうとうがっこう）は、秋田県秋田市千秋中島町にある県立高等学校。2008年（平成20年）4月から男女共学となった。
学校祭は、「北高祭」と称する。

## 設置学科
- 普通科

## 沿革
公式サイトより引用。
- 1900年（明治33年）10月5日 - 文部省告示第207号で秋田市中島町に秋田県高等女学校を設置し明治34年9月から開校することの認可を告示。
- 1901年（明治34年）
  - 1月8日 - 秋田県告示第1号で秋田県高等女学校の設置を告示。
  - 3月26日 - 秋田県高等女学校規則制定。本科、補習科、技芸専修科を設置。
  - 7月23日 - 秋田県高等女学校を秋田県立秋田高等女学校と改称。
  - 10月16日 - 授業開始の式を挙行（この日を開校記念日とする）。
  - 12月15日 - 開校式を挙行。
- 1903年（明治35年）11月 - 同窓会を設立。
- 1911年（明治44年）2月17日 - 技芸専修科を実科と改称、補習科を廃止。
- 1920年（大正9年）3月 - 実科を廃止。
- 1922年（大正11年）7月1日 - 同窓会名を「あげまき会」とする。
- 1925年（大正14年）4月 - 講習科を設置。
- 1928年（昭和3年）3月 - 生徒の制服を定める（セーラー型）。
- 1938年（昭和13年）4月 - 補習科を設置。
- 1943年（昭和18年）4月 - 補習科を廃止し、専攻科を設置。
- 1947年（昭和22年）4月 - 学制改革により、高等女学校2・3年生は新制中学校2・3年生となり、新制中学校を併設。
- 1948年（昭和23年）
  - 4月 - 学制改革により新制高等学校に転換、秋田県立秋田北高等学校となる。
  - 6月 - 定時制課程を併置。
- 1951年（昭和26年）8月 - 第4回全国高校陸上競技大会（金沢）優勝、秩父宮杯受賞。
- 1952年（昭和27年）4月 - 制服改正（セーラー型からブレザー型に）。
- 1958年（昭和33年）10月 - 国民体育大会（富山）でバスケットボール優勝。
- 1961年（昭和36年）10月27日 - 創立60周年記念式典を行う。生徒会誌「北」の創刊号発行
- 1967年（昭和42年）3月 - 定時制課程廃止。
- 1969年（昭和44年）5月17日 - 校舎改築落成式
- 1970年（昭和45年）
  - 1月 - あげまき会館竣工
  - 2月 - 学校食堂開設。
- 1971年（昭和46年）12月 - 体育館ステージ竣工、あげまき会寄贈グランドピアノ（創立70周年記念）披露演奏会。
- 1972年（昭和47年）6月 - 生徒の夏服改正。
- 1975年（昭和50年）8月 - 全国高校総体（山梨）で登山優勝。
- 1977年（昭和52年）3月 - 研修会館完成。
- 1978年（昭和53年）10月 - 国民体育大会（長野）で新体操秋田チーム優勝。
- 1980年（昭和55年）7月 - 弓道場新築完成
- 1981年（昭和56年）
  - 10月15日 - 校歌碑建立除幕式。
  - 10月16日 - 創立80周年記念式典挙行。校旗樹立。
- 1984年（昭和59年）8月 - ロサンゼルス・オリンピック水泳競技で長崎宏子女子平泳ぎ100m4位・200m6位入賞。
- 1988年（昭和63年）3月 - 普通教室棟、特別教室棟、あげまき会館の大規模修繕工事完了。
- 1989年（平成元年）
  - 4月 - コンピュータ実習室，進路指導室，談話室新設。
  - 5月 - 西側通用門門扉完成
  - 8月 - 全国高校総体（愛媛）で登山最優秀賞。
- 1991年（平成3年）9月6日 - 創立90周年記念式典挙行。
- 1997年（平成9年）9月 - 同じ敷地に女子校として改築を求める請願書を県議会に提出。12月17日、県議会で請願書採択決定される。
- 2001年（平成13年）
  - 3月 - 校訓制定。
  - 10月16日 - 創立100周年記念式典挙行[2]。
- 2002年（平成14年）10月8日 - 校舎改築竣工式典[3]
- 2005年（平成17年）10月 - 全日本合唱コンクール全国大会（高等学校部門Aグループ）において、音楽部が秋田県内の団体としては初めてとなる「文部科学大臣賞」（事実上の最優秀賞）を受賞。
- 2008年4（平成20年）月 - 男女共学化
- 2011年（平成23年）10月8日 - 創立110周年記念式典挙行。
- 2021年（令和3年）10月26日 - 創立120周年記念式典挙行[4]。

## 校章
結束を意味し、解けにくい揚巻結びをイメージした校章となっている。正式な色は紫。

## 校歌
校歌 - 共学化のため、校歌も歌詞の一部が変更された。（乙女→若人）

## 部活動
- 運動部 
  - 陸上競技部、バスケットボール部、水泳部、ソフトボール部、登山部、ソフトテニス部、新体操部、剣道部、バレーボール部、弓道部、バドミントン部、柔道部、卓球部
  - 女子校時代の一時期、レスリング部があった。当時は卒業生の小野清子が全日本女子レスリング連盟会長を務めていた。
  - 女子バレーボール部は春の高校バレーに5回出場した。高校総体にも6回出場経験がある。
- 文化部 
  - 書道部、美術部、音楽部、食物研究部、手芸部、科学部、歴史研究部、文芸部、英語部、華道部、茶道部、琴部、写真部、演劇部、園芸部(活動停止状態)、JRC部、囲碁部、放送委員会
- 同好会 
  - 軽音楽同好会、ダンス同好会、イラスト同好会、コンピュータ同好会

最近まで女子校だったこともあり、男子が入られる部は限られる。

## 生徒数
2003年度以降は『秋田県学校統計一覧』より引用。
| 年度                      | 男子      | 女子  | 計    | 増減 | 備考        | 出典  |
| ------------------------- | --------- | ----- | ----- | ---- | ----------- | ----- |
| 1980（昭和55）年度        | 募集 なし | 1,399 | 1,399 |      |             | [ 5 ] |
| 1981（昭和56）年度        | 募集 なし | 1,402 | 1,402 | +3   |             | [ 6 ] |
| 1982（昭和57）年度        | 募集 なし | 1,375 | 1,375 | -27  |             | [ 7 ] |
| 1983（昭和58）年度        | 募集 なし | 1,376 | 1,376 | +1   |             | [ 8 ] |
| 1984（昭和59）年度        | 募集 なし | 1,360 | 1,360 | -16  |             | [ 9 ] |
| 2003（平成15）年度        | 募集 なし | 837   | 837   |      |             |       |
| 2004（平成16）年度        | 募集 なし | 832   | 832   | -5   |             |       |
| 2005（平成17）年度        | 募集 なし | 835   | 835   | +3   |             |       |
| 2006（平成18）年度        | 募集 なし | 799   | 799   | -36  |             |       |
| 2007（平成19）年度        | 募集 なし | 752   | 752   | -47  |             |       |
| 2008（平成20）年度        | 42        | 674   | 716   | -36  | 共学化      |       |
| 2009（平成21）年度        | 102       | 610   | 712   | -4   |             |       |
| 2010（平成22）年度        | 149       | 565   | 714   | +1   |             |       |
| 2011（平成23）年度        | 186       | 528   | 714   | 0    | 創立110周年 |       |
| 2012（平成24）年度        | 201       | 512   | 713   | -1   |             |       |
| 2013（平成25）年度        | 225       | 486   | 711   | -2   |             |       |
| 2014（平成26）年度        | 201       | 516   | 717   | +6   |             |       |
| 2015（平成27）年度        | 186       | 526   | 712   | -5   |             |       |
| 2016（平成28）年度        | 177       | 537   | 714   | +2   |             |       |
| 2017（平成29）年度        | 181       | 533   | 714   | 0    |             |       |
| 2018（平成30）年度        | 179       | 535   | 714   | 0    |             |       |
| 2019（平成31/令和元）年度 | 188       | 527   | 715   | +1   |             |       |
| 2020（令和2）年度         | 193       | 520   | 713   | -2   |             |       |
| 2021（令和３）年度        | 205       | 495   | 700   | -13  | 創立120周年 |       |
| 2022（令和４）年度        | 200       | 488   | 688   | -12  |             |       |
| 2023（令和5）年度         | 180       | 488   | 668   | -20  |             |       |
| 2024（令和６）年度        | 175       | 497   | 672   | +4   |             |       |

## 著名な出身者
- 和崎ハル（元衆議院議員、秋田高等女学校卒）
- 小野清子（二児の母として1964年東京五輪に出場、参議院議員、国家公安委員会委員長、日本ワールドゲームズ協会会長らを歴任）54年卒
- 浅利香津代（俳優）63年卒
- 堀井美香（アナウンサー：元TBS）70年卒
- 長崎宏子（元競泳選手）※中退
- 松野ちか (体操インストラクター)89年卒
- 武藤綾子（アナウンサー : 元秋田テレビ）94年卒
- 北島良子（陸上競技指導者）95年卒
- 松本英子（シンガーソングライター）98年卒
- 関向良子（アナウンサー：秋田放送）99年卒
- 八代星子（アナウンサー：秋田テレビ）99年卒
- 小松由佳（登山家）01年卒
- 土井さくら（バレーボール選手）13年卒
- 野中瑠衣（バレーボール選手：日立Astemoリヴァーレ）20年卒

## 同窓会
- あげまき会